# It's Only Rock 'n' Roll
It's Only Rock 'n' Roll è un album in studio del gruppo rock britannico dei Rolling Stones, pubblicato nel 1974; è il dodicesimo della discografia inglese e il quattordicesimo di quella statunitense.

## Storia
Venne distribuito negli Stati Uniti il 15 ottobre e in Gran Bretagna il 18 ottobre. Ron Wood, che all'epoca stava per sostituire Mick Taylor alla chitarra, fa la sua prima apparizione nel gruppo nella canzone It's Only Rock'n'Roll (But I Like It) come corista e chitarrista.
Fu l'ultimo album in studio della band con la presenza in formazione del chitarrista Mick Taylor. L'album raggiunse la prima posizione in classifica negli Stati Uniti e la seconda in Gran Bretagna.
Il produttore di lunga data Jimmy Miller fu estromesso dalla lavorazione dell'album che venne prodotto da Keith Richards e Mick Jagger sotto lo pseudonimo "The Glimmer Twins". Mick Taylor fu assente per malattia durante le prime sessioni in studio e alla fine uscì dalla band pochi mesi prima della pubblicazione dell'album. Il resto della strumentazione include il bassista Bill Wyman e il batterista Charlie Watts, oltre a frequenti collaboratori esterni come Ian Stewart, Nicky Hopkins e Billy Preston e vede la prima apparizione del percussionista Ray Cooper che avrebbe continuato a lavorare con gli Stones negli anni ottanta.
La lavorazione dell'album seguì la parte autunnale del tour europeo del 1973 della band. La produzione cominciò ufficialmente a novembre a Monaco di Baviera in Germania, presso i Musicland Studios. Secondo il chitarrista Keith Richards, il gruppo "era bello rodato dopo tutti quei concerti e pronto per suonare nuovo materiale in studio". Le sedute di registrazione furono frequentate dal pittore belga Guy Peellaert, invitato da Mick Jagger a disegnare l'illustrazione per la copertina dell'album, dopo che aveva visto i suoi lavori nel libro Rock Dreams. Alla fine Peellaert ideò un'illustrazione dove i membri della band venivano ritratti come delle "divinità rock" che scendono da una scalinata di un tempio, circondanti da una folla festante di giovani donne in abiti ispirati alla Grecia antica. L'artista rifiutò di firmare un accordo di esclusività con gli Stones e nel 1974 si occupò di disegnare la copertina dell'album Diamond Dogs di David Bowie.

## Registrazione
Inizialmente l'album era stato pensato per essere mezzo dal vivo e mezzo in studio, con un lato dedicato alle esibizioni live del gruppo durante il tour europeo, e l'altro di nuove versioni di classici R&B. Le cover incise includevano Drift Away di Dobie Gray, Shame Shame Shame di Jimmy Reed, e Ain't Too Proud to Beg dei Temptations. Presto però la band iniziò a lavorare su nuovi riff creati da Richards e nuove idee di Mick Jagger, e l'idea originaria venne scartata in favore di un album di materiale originale registrato in studio. Ain't Too Proud to Beg fu l'unica cover incisa per il progetto originale che finì nella versione finale del disco, mentre Drift Away circolò ampiamente su bootleg.
It's Only Rock 'n Roll fu il primo album degli Stones ad essere prodotto da Jagger & Richards con lo pseudonimo "The Glimmer Twins". Circa la scelta di autoprodurre l'album, Richards disse all'epoca:
Aveva superato il tipo iniziale di eccitazione che puoi sentire in Beggars Banquet e Let It Bleed. Inoltre, Mick ed io sentivamo di voler provare a farcela da soli perché eravamo consapevoli di saperne abbastanza di tecnologie di registrazione, e avevamo le nostre idee su come volevamo che andassero le cose. Goats Head Soup non era uscito come lo avremmo voluto – senza incolpare Jimmy di niente… Però era ovvio che era tempo di cambiare aria.»
A partire da questo lavoro, tutti i successivi album dei Rolling Stones sarebbero stati prodotti solo dai Glimmer Twins o al massimo in collaborazione con altri produttori.
La maggior parte delle tracce base strumentali furono registrate prima ai Musicland; poi si passò alle parti vocali di Jagger, che spesso incideva in studio da solo sopra le basi pre-registrate assistito da un ingegnere del suono.
La canzone Luxury mostra il crescente interesse del gruppo nei confronti della musica reggae, mentre Till the Next Goodbye e If You Really Want to Be My Friend continuano l'immersione della band nello stile delle ballate melodiche. Sette delle dieci tracce dell'album superano la barriera dei quattro minuti di durata, pratica che sarebbe stata biasimata durante l'ascesa del movimento punk rock alla fine degli anni settanta.
La canzone It's Only Rock'n Roll (But I Like It) fu registrata nei Musicland studios di Monaco di Baviera e nella casa di Ron Wood a Richmond alle 4:00 del mattino con David Bowie al controcanto.
La title track fu registrata separatamente da tutto il resto dell'album. La traccia ritmica di base era stata fornita dai membri dei Faces, inclusi Ron Wood e Kenney Jones, durante una jam session con Mick Jagger, David Bowie e il bassista Willie Weeks. A Jagger l'inciso piacque così tanto che portò la traccia base a Richards il quale aggiunse delle sovraincisioni di chitarra e, dopo aver ripulito il tutto, mise il brano sull'album così com'era.
Ronnie Wood, amico di vecchia data dei componenti della band, cominciò a collaborare sempre più di frequente con i Rolling Stones durante queste sessioni dopo che aveva invitato Mick Taylor a suonare nel suo album solista di debutto, I've Got My Own Album to Do.
Come accaduto nell'album precedente, Goats Head Soup, Taylor non ricevette nessun credito di composizione nonostante avesse contribuito alla scrittura di Till the Next Goodbye e Time Waits for No One, e tutti i pezzi originali di It's Only Rock 'n' Rol furono accreditati a Jagger/Richards. Nel 1997 Taylor disse:

## Pubblicazione e accoglienza
| Recensione                           | Giudizio      |
| ------------------------------------ | ------------- |
| AllMusic                             | [ 1 ]         |
| Christgau's Record Guide             | B             |
| Džuboks                              | (sfavorevole) |
| The Great Rock Discography           | [ 12 ]        |
| MusicHound                           | [ 13 ]        |
| NME                                  | [ 14 ]        |
| The Rolling Stone Album Guide        | [ 15 ]        |
| Virgin Encyclopedia of Popular Music | [ 12 ]        |

Nel luglio 1974 fu pubblicato il primo singolo estratto dall'album, la canzone It's Only Rock 'n Roll (But I Like It). Il brano non riuscì a entrare nelle prime dieci posizioni in classifica negli Stati Uniti fermandosi al numero 16 ma raggiunse la top 10 in Gran Bretagna. La canzone divenne comunque una presenza fissa nei concerti dei Rolling Stones. Il lato B del 45 giri, Through the Lonely Nights, risaliva alle sessioni di Goats Head Soup dell'anno precedente. Una cover di Ain't Too Proud to Beg, un successo del 1966 dei Temptations, fu pubblicata come secondo singolo solo per il mercato statunitense, dove entrò nella top 20. L'album venne pubblicato in ottobre, accolto inizialmente da vendite non eccezionali, ma raggiunse in seguito la seconda posizione in classifica nel Regno Unito e la prima in Nord America, dove alla fine fu certificato disco di platino.
Le recensioni furono in maggioranza positive, con Jon Landau che lo definì "uno dei dischi dei Rolling Stones più intriganti e misteriosi, ma anche più oscuri, di tutta la loro discografia". Tuttavia il critico Lester Bangs stroncò l'album su The Village Voice, come fatto in precedenza in occasione di Goats Head Soup, non ritenendolo all'altezza dei vecchi lavori del gruppo.
Lo scrittore James Hector aggiunse che era un decisivo punto di svolta nella carriera dei Rolling Stones: "L'album sancisce l'entrata della band nella "comfort zone" dei grandi pensionati rock. Da questo punto in poi, la loro rilevanza all'interno della cultura giovanile svanisce, e ci saranno molte poche sorprese musicali in futuro".
Per promuovere il disco, furono girati dei videoclip per alcune canzoni come It's Only Rock 'n Roll (But I Like It), dove i membri del gruppo (vestiti da marinai) vengono filmati mentre suonano la canzone e vengono gradualmente sommersi da bolle di sapone e schiuma. Gli altri video furono girati per i brani Ain't Too Proud to Beg e Till The Next Goodbye.

## Tracce
Lato 1
1. If You Can't Rock Me - 3:46
2. Ain't Too Proud to Beg (Whitfield/Holland) - 3:30 (cover dei Temptations)
3. It's Only Rock 'n Roll (But I Like It) - 5:07
4. Till the Next Goodbye - 4:37
5. Time Waits for No One - 6:37

Lato 2
1. Luxury - 5:00
2. Dance Little Sister - 4:11
3. If You Really Want to Be My Friend - 6:16
4. Short and Curlies - 2:43
5. Fingerprint File - 6:33

## Formazione
The Rolling Stones
- Mick Jagger - voce
- Keith Richards - chitarra
- Mick Taylor - chitarra
- Charlie Watts - batteria
- Bill Wyman - basso

Musicisti aggiuntivi
- Nicky Hopkins – pianoforte (4–6, 8, 10)
- Billy Preston – piano (1, 2, 10), clavinet (2, 10), organo (8)
- Ian Stewart – piano (3, 7, 9)
- Ray Cooper – percussioni (1, 2, 5, 6)
- Blue Magic – cori di sottofondo (8)
- Charlie Jolly – tabla (10)
- Ed Leach – campanaccio (2)

Traccia base It's Only Rock 'n Roll (But I Like It)
- Kenney Jones – batteria
- Willie Weeks – basso
- David Bowie – cori di sottofondo
- Ron Wood - chitarra acustica a 12 corde e cori

## Classifiche

### Classifiche settimanali
| Classifica (1974) | Posizione massima |
| ----------------- | ----------------- |
| Australia         | 7                 |
| Austria           | 6                 |
| Canada            | 5                 |
| Francia           | 1                 |
| Germania          | 12                |
| Italia            | 6                 |
| Norvegia          | 3                 |
| Paesi Bassi       | 5                 |
| Regno Unito       | 2                 |
| Spagna            | 5                 |
| Stati Uniti       | 1                 |

### Classifiche di fine anno
| Classifica (1974) | Posizione |
| ----------------- | --------- |
| Australia         | 31        |
| Canada            | 19        |
| Francia           | 30        |
| Italia            | 38        |
| Classifica (1975) | Posizione |
| Stati Uniti       | 80        |